# Eddie Boland
Pour les articles homonymes, voir Boland (homonymie).
Eddie Boland est un acteur américain né le 27 décembre 1883 à San Francisco (Californie) et mort d'une crise cardiaque à Santa Monica (Californie) le 3 février 1935.
Après six ans de théâtre, il débute au cinéma en 1913. Dans les années 1920, il tourne notamment pour Universal Pictures et Hal Roach.
Il épouse l'actrice Jean Hope en 1921.

## Filmographie partielle
- 1912 : The Brotherhood of Man de Frank Beal
- 1913 : Almost an Actress d'Allen Curtis
- 1914 : The Twin's Double de Francis Ford et Grace Cunard
- 1914 : The Return of Twin's Double de Francis Ford
- 1914 : A Bride of Mystery de Francis Ford
- 1914 : The Mysterious Rose de Francis Ford
- 1919 : Don't Shove d'Alfred J. Goulding
- 1923 : À l'abri des lois (Within the Law) de Frank Lloyd
- 1923 : Le Petit Prince (Long Live the King) de Victor Schertzinger
- 1926 : Docteur Frakass (Hard Boiled) de John G. Blystone
- 1927 : L'Aurore (Sunrise) de  Friedrich Wilhelm Murnau
- 1927 : Le Petit Frère (The Kid Brother) de Ted Wilde et J.A. Howe
- 1927 : Erik le mystérieux (The Last Performance) de Paul Fejos (non crédité)
- 1931 : The Miracle Woman de  Friedrich Wilhelm Murnau
- 1931 : The Guilty Generation de Rowland V. Lee
- 1937 : Hit the Saddle de Mack V. Wright